# Triple España
Triple España är Cuchillo de Fuegos debutalbum utgivet den 19 september 2014 på skivbolagen Chingaste la Confianza, Existencia, El Morro de Alf, och Amawisca. Albumet spelades in i studion Montealto, i A Coruña, med Fernando Mejuto och Hugo González Santeiro som ljudtekniker.
Albumet redigerades ursprungligen på vinyl och i digitalt format och i mars 2015 redigerade den valencianskt skrivbolaget Mascarpone det i kassett.

## Låtlista
| Nr | Titel                    | Längd |
| -- | ------------------------ | ----- |
| 1. | Electrónica Martínez     | 3:01  |
| 2. | Forforcio                | 4:23  |
| 3. | Contribución             | 2:48  |
| 4. | Bouquet (Fuego y Mierda) | 5:33  |
| 5. | Estrella Park            | 2:04  |
| 6. | Devastador               | 1:07  |
| 7. | Barrido                  | 2:06  |
| 8. | Horizontal               | 3:26  |